# Bernard Ier Gros de Brancion
Bernard Ier Gros de Brancion, (? - Sutri 10 juillet 1070/72), chevalier, seigneur d'Uxelles. 

## Biographie
Il est le fils de Josserand Ier de Brancion et de Roturde.
Il est cité dans une donation à l'abbaye de Cluny vers 1035. Il édifie le château d'Uxelles vers 1050 ce qui lui est reproché par l'abbaye de Cluny, dans son livre des "Miracles" Pierre le Vénérable, qui note que "Bernard avait nouvellement fait construire le château", rapporte l'histoire d'un miracle ayant eu lieu dans la forêt d'Uxelles et dont Bernard Ier est le héros, dans cette histoire Bernard, alors décédé, apparaissait au prévôt de Cluny afin de recevoir le pardon de l'abbé. Vers la fin de sa vie il demande le pardon aux moines de l'abbaye de Cluny, ce que lui accorde l'abbé Hugues de Cluny avec comme exigence qu'il aille à Rome demander l'absolution de l'anathème qui pesait sur lui, c'est au cours de ce voyage, sur le chemin du retour, qu'il décède à Sutri.

## Mariage et succession
Il épouse Emma/Ermentrude, de qui il a : 
- Josserand Gros[6],[7], il décède jeune ;
- Josserand[8], chevalier, seigneur du château d'Uxelles ("Josceranus Grossus de Castro Uscela") puis moine 1074) et grand prieur à l'abbaye de Cluny ;
- Bernard Gros, (? - après 1125), prieur du Prieuré Saint-Marcel-lès-Chalon en 1093, chambrier de Cluny en 1105, Grand-prieur en 1110 ;
- Landry Ier Gros de Brancion ;
- Hugues, (? - après le 10 juillet 1070) ;
- Bompar, (? - après le 10 juillet 1070) ;
- Bernard[9], (? - après 1074), chevalier ;
- N[10]... elle épouse Dalmas de Gigny ;
- Milon/Miles ;
- Eumar.